# Zenochloris freyi
Zenochloris freyi är en skalbaggsart som beskrevs av Fuchs 1966. Zenochloris freyi ingår i släktet Zenochloris och familjen långhorningar. Inga underarter finns listade i Catalogue of Life.